# Primitive Technology
Primitive Technology là một kênh YouTube của John Plant. Trụ sở tại Far North Queensland, Úc, loạt phim này cho thấy quá trình chế tạo các công cụ và các tòa nhà chỉ sử dụng các vật liệu được tìm thấy trong vùng hoang dã. Được tạo vào tháng 5 năm 2015, kênh này đã có hơn 8 triệu người đăng ký và đã có hơn 575 triệu lượt xem vào tháng 6 năm 2018.

## Bối cảnh
Plant mô tả chủ đề của mình như là một sở thích, và anh sống trong một ngôi nhà hiện đại và ăn thực phẩm hiện đại. Anh đã tuyên bố trong một nhận xét về video vào tháng 1 năm 2018 rằng anh sở hữu vùng đất mà anh đóng phim. Anh tuyên bố trên trang web của mình rằng anh không có nguồn gốc Thổ dân và đã không được đào tạo từ Quân đội Úc.
Trong một thư từ với Michelle Castillo của CNBC vào năm 2017, anh nói anh đã ở giữa của ông 30. Ông cũng nói rằng ông đã đi học đại học và nhận bằng Cử nhân Khoa học nhưng "không làm bất cứ điều gì với nó", và thay vào đó cắt cỏ để kiếm sống trong khi thực hiện các video Công nghệ nguyên thủy ở bên cạnh. Ông tuyên bố mối quan hệ của mình với sự tồn tại của tự nhiên bắt đầu từ khi còn nhỏ: ở tuổi 11, ông sẽ làm cho các chòi của một con suối phía sau nhà ông chỉ sử dụng các vật liệu tự nhiên.

## Mô tả
Mỗi video hướng dẫn người xem thông qua tiến trình của một hoặc nhiều dự án thể hiện các kỹ thuật và phương pháp mà ông sử dụng để tạo ra các công cụ hoặc tòa nhà. Như ông giải thích trên blog của mình, ông đã xây dựng "hoàn toàn từ đầu không sử dụng các công cụ và vật liệu hiện đại", chỉ sử dụng những gì ông có thể lấy từ môi trường thiên nhiên của ông, như vật liệu thực vật, đất sét, đất đá và đá. Các tập của loạt không có nói, và chỉ có âm thanh xung quanh tối thiểu. Các mô tả văn bản về các hành động trên màn hình xuất hiện trong tính năng đóng phụ đề.

## Lịch sử
Plant đã tạo ra kênh Primitive Technology vào tháng 5 năm 2015. Video đầu tiên được tải lên vào ngày 1 tháng 5 năm 2015. Kể từ đó, mỗi video của ông đã thu hút hàng triệu lượt xem. Kênh này đã thu được hơn 5,4 triệu thuê bao và hơn 350 triệu lượt xem vào tháng 9 năm 2017. Tính đến tháng 2 năm 2018, nó có hơn 7,2 triệu thuê bao và hơn 490 triệu lượt xem.
Trong hai năm đầu tiên của sự tồn tại của kênh, người đàn ông trong các video vẫn còn ẩn danh. Vào tháng 6 năm 2017, anh ta đã tự nhận mình là John Plant khi anh phàn nàn với Facebook rằng các video của anh ta đang bị đánh cắp do hậu quả của việc mọi người reposting họ trên trang web, và rằng thực tế đã làm anh mất hàng ngàn đô la Úc.